# Balladen om Gustaf Blom från Borås
"Balladen om Gustaf Blom från Borås", med inledningsorden ”Med gamla Highland Rover, en båt från Aberdeen, vi låg uti San Pedro och lasta gasolin.” är en visa av Evert Taube. Den publicerades för första gången i Ultra Marin 1936.
Sången tillkom efter Taubes resa  med M/S Mirrabooka till Australien, via Panama och Kalifornien 1928, en resa som varade i ett halvår.

Taube har själv karakteriserat sången som en av sina kardinalvisor. Han skriver i Evert Taubes bästa: 
"Balladen om 'Gustaf Blom från Borås' är en av kardinalvisorna i min fortlöpande skildring av svenska pionjärer 'beyond the seas'. Det är en 'trader' av den gamla hårda sorten, den vilda och ädla, det gäller. Handlingen överensstämmer nästan fullständigt med verkligheten. Den frihet jag tar mig som poet är obetydlig i jämförelse med den noggrannhet jag tillämpar i verklighetsskildringen. Därvid utnyttjar jag mitt goda bild- och hörselminne. Jag kan efter 20, 30 år minnas de allra minsta detaljer i ett händelseförlopp – personernas utseende, klädsel, ordval och tonfall – och allt i en berättelse som gjort intryck på mig förmår jag nästan ordagrant återge i de vändningar och den rytm, som var typisk för berättaren."
Balladen om Gustaf Blom är en skröna i elva strofer som beskriver strapatser på ett myller av platser i Europa, Amerika och Australien. Taube bedyrar, liksom i många andra sånger, att handlingen överensstämmer nästan fullständigt med verkligheten.  Historien berättas av Gustaf Blom för Evert Taube, eller om det möjligen är Fritiof Andersson – det får vi aldrig veta, och kasten mellan äventyren är snabba och tvära.
Evert Taube presenterar i slutstrofen en sensmoral där han tydligt tar ställning mot rasdiskriminering och apartheid, något som 1936 utgjorde självklara och legala skillnader i människovärde i stora delar av världen: ”Nej, hellre snälla, svarta barn än vita i Sing-Sing!”